# Соача
Соача — город в Колумбии на южной оконечности Боготы, столицы страны. Он имеет важное индустриальное значение и населён преимущественно семьями рабочих.

## Демография
С населением в 398 295 человек (данные переписи 2005 года) Соача является самым населённым пригородом Боготы.

## История
Соача была основана 31 декабря 1600 года. Город получил общенациональную известность, когда в нём 18 августа 1989 года был убит кандидат в президенты Колумбии Луис Карлос Галан во время посещения Соачи в рамках президентской кампании.
В 2008 году разразился  скандал 'ложное срабатывание', когда были найдены погибшими 22 человека из Соачи в несколько сотен километров от неё, которые были наняты на работу. Они были убиты военными и представлены как партизаны убитые в битве, чтобы увеличить число уничтоженных врагов, что сулило военным ряд преференций. Позднее стало известно о подобных случаях по всей стране.

## Религия
Большинство населения принадлежит к Римско-Католической церкви. Город является центром одноимённой католической епархии.